# Асанов, Ахметчи
Ахметчи Асанов (1886 год, аул Чингельды, Туркестанский край, Российская империя — 1975 год) — колхозник, старший чабан овцеводческого совхоза «Сыр-Дарьинский» Министерства совхозов СССР, Сары-Агачский район Южно-Казахстанской области, Казахская ССР. Герой Социалистического Труда (1948). Заслуженный мастер животноводства Казахской ССР.

## Биография
Родился в 1886 году в ауле Чингельды, Туркестанский край. С раннего детства занимался батрачеством. В 1929 году вступил в колхоз имени Ленина, где трудился рядовым колхозником. В 1941 году вступил в колхоз «Дарбаза». С 1945 года трудился старншим чабаном в колхозе «Сыр-Дарьинский» Сары-Агачского района Южно-Казахстанской области. В 1958 году вышел на пенсию.
В 1947 году вырастил 126 ягнят от 100 овцематок. Указом Президиума Верховного Совета СССР от 27 июля 1948 года удостоен звания Героя Социалистического Труда с вручением ордена Ленина и золотой медали «Серп и Молот».
За дальнейшие достижения в трудовой деятельности был награждён в 1956 году званием Заслуженный мастер животноводства Казахской ССР.
Участвовал во Всесоюзной выставке ВДНХ.